# Ambam (Gorilla)
Ambam (* 14. April 1990 in Bekesbourne, Kent) ist ein männlicher Gorilla im Tierpark von Port Lympne in der englischen Grafschaft Kent, der im Januar 2011 wegen eines nur 18 Sekunden langen Videos auf YouTube zu einer Internet-Berühmtheit avancierte.
Der Silberrücken wurde 1990 im nahegelegenen Tierpark von Howletts geboren; beide Elternteile waren Wildfänge. Als Ambam ein Jahr alt war, zog er sich eine ernsthafte Erkrankung zu und musste vorzeitig von seiner Mutter Shamba getrennt werden. Nach seiner Genesung einige Monate später wurde er in eine Gruppe junger, männlicher Gorillas integriert, mit denen er gemeinsam aufwuchs. Mit vier von ihnen – alles Halbbrüder Ambams – wurde er im Alter von acht Jahren in den nahe gelegenen Tierpark von Port Lympne gebracht, wo er seither als Mitglied einer Junggesellengruppe lebt. Ambam selbst ist der größte und mit rund 220 kg auch schwerste Gorilla des Parks.
Internationale Bekanntheit erlangte er durch ein bei Gorillas sehr seltenes Verhalten, nämlich den aufrechten Gang über einen ungewöhnlich langen Zeitraum. Gorillas bewegen sich hauptsächlich im Knöchelgang fort und beherrschen den aufrechten Gang nur bis zu einem gewissen Grad und in Ausnahmefällen. Ambam hingegen streift oft auch dann auf zwei Beinen durch sein Gehege, wenn die Funktion seiner Arme nicht (wie etwa durch den Transport von Nahrung) eingeschränkt ist. Nach Angaben des Tierparks zeigt er dieses Verhalten aus freien Stücken und wurde nicht dazu trainiert. Eine mögliche Erklärung für die aufrechte Haltung wäre die auf diese Weise erlangte bessere Sicht auf die Pfleger sowie die Übersicht auf das im Gehege verstreute Futter.
Im Rahmen des Zuchtprogramms (EEP) der EAZA für Gorillas sollte Ambam 2013 in den Ouwehands Dierenpark im niederländischen Rhenen gebracht werden und dort zusammen mit drei weiteren männlichen Gorillas aus Port Lympne seine zukünftige Heimstatt finden. Der Neubau des dortigen Gorillageheges zog sich jedoch in die Länge, und noch vor seiner Eröffnung zerfiel Ambams Gruppe; wegen zu starker Rivalitäten zwischen den erwachsenen Gorilla-Männern konnten sie nicht mehr gemeinsam gehalten werden. Rhenen erhielt stattdessen sechs andere Junggesellen aus Howletts. Ambam lebt nach wie vor – nun mit zwei weiteren, nicht verwandten Silberrücken – in Port Lympne. Der Tierpark beherbergt mit insgesamt zwanzig Gorillas in drei Gruppen (Stand September 2014) eine der größten Populationen in Gefangenschaft weltweit.